# Остра (Черновицкая область)
Остра (укр. Остра) — село в Брусницкой сельской общине Вижницкого района Черновицкой области Украины.
До 2020 года входило в Кицманский район
Население по переписи 2001 года составляло 280 человек. Почтовый индекс — 59350. Телефонный код — 3736. Код КОАТУУ — 7322581505.